# Dorothy Hamill
Pour les articles homonymes, voir Hamill.
Dorothy Hamill, née le 26 juin 1956 à Chicago, est une ancienne patineuse artistique américaine qui fut championne olympique en 1976 à Innsbruck.

## Biographie

### Carrière sportive
Dorothy est née à Chicago, mais déménage à Greenwich (Connecticut) très tôt et où elle passera toute son enfance. Elle a un frère et une sœur.
Elle commence le patinage à l'âge de huit ans sur l'étang gelé de ses grands-parents. Douée, sa mère accepte d'offrir des cours à Dorothy.
Dorothy remportera les championnats des États-Unis de 1974 à 1976. Elle est connue pour avoir créé un nouveau mouvement de patinage : la pirouette allongée avec changement de pied qui fut appelé la Hamill camel. Sa coupe de cheveux lors de sa performance olympique fut tellement remarquée qu'une poupée fut créée à son effigie en 1977.
Sa première grande performance fut à l'occasion des championnats du monde à Munich en 1974, où elle termina troisième de la danse imposée et du programme court. Elle patina ensuite la danse libre après la représentante allemande et fut huée par le public. Elle gagna la médaille d'argent derrière Christine Errath de République démocratique allemande.
Dorothy gagne de nouveau l'argent en 1975 à Colorado Springs derrière la néerlandaise Dianne de Leeuw mais devant Errath. En 1976, elle est deuxième des figures mais remporte le programme court et long et décroche la médaille d'or devant de Leeuw et Errath, respectivement seconde et troisième. Elle remporta également les Jeux Olympiques d'Innsbruck cette année-là et arrêta sa carrière amateur pour devenir professionnelle.

### Reconversion
Elle fut à la tête de l'Ice Capades de 1977 à 1984, elle acheta la compagnie en 1993 mais la vendit quelque temps plus tard.
Elle écrit un livre On and Off the Ice. Elle se maria et divorça à deux reprises (Dean Paul Martin de 1982 à 1984 et Kenneth Forsythe de 1987 à 1995). Elle eut une fille avec son deuxième mari : Alexandra. Elle vit aujourd'hui près de Baltimore où occasionnellement elle donne des cours de patinage. Elle joua son propre rôle dans la série Arnold et Willy (épisode 18 de la 5e saison Les espoirs d'un père). Elle fut aussi dans le jury du programme télévisé Skating with Celebrities en 2006 sur la chaîne Fox.
Elle est également citée quelques fois dans la série télévisée Buffy the vampire slayer episode 9 saison 2 ( Kendra ) en tant qu'idole de l'héroïne Buffy Summers. Elle est également citée dans la "liste des célébrités avec lesquelles on a le droit de coucher" de Ross Geller dans la série américaine Friends (épisode 5 de la 3e saison).
Elle apparut aussi dans la série télévisée L'île fantastique (Fantasy Island) de la saison 6 épisodes 9 en 1982 « l'Indomptable Marietta » ( Naughty Marietta ) écrit par John Hudock
Elle continue toujours de patiner dans des shows et à la question de savoir : quand est-ce qu'elle va arrêter ? elle répond jamais.

## Palmarès
| Compétitions principales    | 1971    | 1972    | 1973    | 1974    | 1975    | 1976    |  |  |  |  |  |  |  |  |
| Jeux olympiques d'hiver     |         |         |         |         |         | 1re     |  |  |  |  |  |  |  |  |
| Championnats du monde       |         | 7e      | 4e      | 2e      | 2e      | 1re     |  |  |  |  |  |  |  |  |
| Championnats des États-Unis | 5e      | 4e      | 2e      | 1re     | 1re     | 1re     |  |  |  |  |  |  |  |  |
|                             |         |         |         |         |         |         |  |  |  |  |  |  |  |  |
| Autre Compétition           | 1970/71 | 1971/72 | 1972/73 | 1973/74 | 1974/75 | 1975/76 |  |  |  |  |  |  |  |  |
| Trophée Richmond            |         |         | 1re     |         |         |         |  |  |  |  |  |  |  |  |
|                             |         |         |         |         |         |         |  |  |  |  |  |  |  |  |